# Tahir Dizdari
Tahir Dizdari (ur. 15 listopada 1900 w Szkodrze, zm. 9 maja 1972 w Tiranie) – albański orientalista, dziennikarz, folklorysta i tłumacz.

## Życiorys
Był synem foklorysty Nasufa Dizdariego. Ukończył muzułmańską szkołę religijną w Szkodrze, a następnie kształcił się w szkole jezuickiej, którą ukończył w 1918. Pracował jako urzędnik państwowy we Wlorze, w Durrësie, i w Pukë. W 1925 ukończył studia z zakresu nauk politycznych na Uniwersytecie Stambulskim. W latach 20. XX w. był jednym z twórców ustawy o administracji lokalnej państwa albańskiego. W 1930 był zaangażowany w realizację spisu ludności w Albanii.
W czasie agresji włoskiej na Albanię w kwietniu 1939 wziął udział w walkach z armią włoską. Aresztowany w rejonie Pukë został internowany we Włoszech. Po kapitulacji Włoch powrócił do Albanii i zajął się studiami orientalnymi, pisał także artykuły do prasy albańskiej. Od 1944 był autorem rubryki Pyes vetveten w czasopiśmie Bashkimi i Kombit. Pracę tę kontynuował już w czasie rządów komunistycznych, pisząc do czasopisma Bashkimi (używał wtedy pseudonimu Hijekakeqi). 
W październiku 1945 wstąpił do Ligi Pisarzy i Artystów Albanii. W latach 1946–1951 zajął się studiami nad albańskim językiem i folklorem przygotowując rozprawę dla Instytutu Folkloru. W lutym 1951 został aresztowany przez funkcjonariuszy Sigurimi w związku ze śledztwem dotyczący zamachu bombowego na ambasadę ZSRR w Tiranie. Po 13 miesiącach został zwolniony. Stracił mieszkanie, w którym mieszkał z rodziną, został zmuszony do porzucenia pracy naukowej i utrzymywał się z prowadzenia małej księgarni. Z uwagi na jego znajomość języków orientalnych w 1964 podjął współpracę z czasopismem Studime filologjike (Studia filologiczne), a także wziął udział w kilku konferencjach albanologicznych. W latach 1965–1972 był zatrudniony na etacie starszego pracownika naukowego w Instytucie Lingwistyki. Największe dzieło jego życia Fjalor i orientalizmave në gjuhën shqipe (Słownik orientalizmów w języku albańskim), ukazał się po śmierci autora w roku 2005.
Był żonaty (żona Fatma), miał trójkę dzieci. W 1995 został odznaczony pośmiertnie przez prezydenta Salego Berishę Orderem Naima Frasheriego I klasy. Imię Dizdariego noszą ulice w Tiranie (dzielnica Lapraka) i w Szkodrze.

## Publikacje
- 2005: Fjalor i orientalizmave në gjuhën shqipe : rreth 4500 fjalë me prejardhje nga gjuhët turke, arabe dhe perse
- 2010: Persizmat në gjuhën shqipe dhe studimi i tyre